# Miklós Fehér
Miklós Fehér (Pronunciación en húngaro: /ˈmikloːʃ ˈfɛheːr/; Tatabánya, Hungría, 20 de julio de 1979-Guimarães, Portugal, 25 de enero de 2004), también conocido como Miki Fehér, fue un futbolista húngaro que jugaba en la posición de delantero.
Falleció el 25 de enero de 2004 debido a un paro cardiorrespiratorio sufrido mientras disputaba un partido con el S. L. Benfica, jugando contra el Vitória Sport Clube en Guimarães.

## Carrera
Miklos Fehér nació el 20 de julio de 1979 en la pequeña localidad húngara de Tatabánya, cuando él era pequeño su familia se mudó a la ciudad de Győr. En la primaria comenzó a mostrar talento como delantero goleador que a su padre amante del fútbol le llamó la atención, y no tardó en enviarlo al club de la ciudad de Gyori donde los entrenadores quedaron sorprendidos haciendo que Fehér comience una prometedora carrera profesional, debutando con el Győri ETO FC de Hungría, en la temporada 1995-96 hasta 1998, en que fue transferido al FC Porto de Portugal. Esa misma temporada fue convocado por la selección de Hungría, convirtiéndose en titular. En la temporada 1999-2000 fue transferido al SC Salgueiros. Luego el SC Braga no tardó en llevárselo, jugó en la temporada 2000-01, Fehér dio sus mejores años como futbolista en el SC Braga, jugó 40 partidos y convirtió 14 goles. En el verano del 2002 el Benfica fichó al delantero húngaro y a su amigo Ricardo Rocha. Al Benfica en junio del 2002, tras ser comprado por el equipo de la ciudad de Lisboa, donde marcó 8 goles en 37 partidos jugados.

## Selección nacional
Fue internacional con la selección de fútbol de Hungría desde 1998 hasta 2003. Jugó 25 partidos y anotó 7 goles. Su partido más destacado fue el 11 de octubre de 2000 en el encuentro entre su selección y la selección de Lituania, donde Fehér anotó un hat-trick para que su equipo finalmente gane por 6-1.

## Fallecimiento
El 25 de enero de 2004, el Benfica disputaba la Primeira Liga ante Vitória de Guimarães. Faltaban pocos minutos para la finalización del juego que ganaba el Benfica por la mínima diferencia con gol del jugador Fernando Aguiar y asistido por el mismo Fehér.
El colegiado de aquel encuentro decretó saque lateral a favor del Vitória y Fehér impidió el saque de banda para ganar tiempo (ya se jugaba el tiempo añadido) y fue amonestado con tarjeta amarilla. Fehér únicamente sonrió de forma irónica tras recibir la tarjeta y caminó a su posición, se dio media vuelta y bajó su tronco fatigado. Después de unos segundos, se tomó sus rodillas, se agachó y se desplomó aparatosamente, y su cabeza impactó fuertemente el césped. Sus compañeros se dieron cuenta de la magnitud del suceso y se acercaron a auxiliarlo; vieron que no se movía y que tenía los ojos blancos. Los jugadores llamaron al equipo médico para que le brindara asistencia: se le realizó reanimación cardiopulmonar e incluso se pensó en utilizar un desfibrilador para reanimarlo, pero fue imposible debido a que el jugador estaba totalmente mojado por el tiempo lluvioso de aquel día. El partido se suspendió. Luego, una ambulancia de bomberos ingresó al estadio 15 minutos después del suceso y llevó al jugador velozmente al hospital de Guimarães, donde ingresó con pocos signos vitales. Poco tiempo después, aunque trataron de reanimarlo durante casi una hora, falleció como consecuencia de una arritmia cardíaca causada por un trastorno del músculo cardíaco conocido como miocardiopatía hipertrófica.
Su muerte recordó a la del camerunés Marc-Vivien Foé, que también falleció por un infarto durante un partido meses antes.[cita requerida]

### Homenajes
El Benfica, último club del jugador, decidió retirar el dorsal número 29 que utilizaba desde 2002 cuando llegó al equipo. También cedieron una parte del estadio para rendirle homenaje, construirle una pequeña estatua y poner en una vitrina el uniforme que llevaba puesto el día de su muerte. Una delegación del club, que incluye toda la escuadra, viajó a Hungría, la presentación de los padres de Fehér con la medalla del campeonato de liga 2004-05, en el respeto por el jugador y su tiempo con el club. En Hungría se le rindió una ceremonia con los máximos honores de Estado.

## Estadísticas

### Clubes
| Club                      | Div.          | Temporada     | Liga  | Liga  | Copas nacionales | Copas nacionales | Torneos internacionales | Torneos internacionales | Total | Total |
| Club                      | Div.          | Temporada     | Part. | Goles | Part.            | Goles            | Part.                   | Goles                   | Part. | Goles |
| ------------------------- | ------------- | ------------- | ----- | ----- | ---------------- | ---------------- | ----------------------- | ----------------------- | ----- | ----- |
| Győri ETO F. C. · Hungría | 1.ª           | 1995-96       | 8     | 2     | —                | —                | —                       | —                       | 8     | 2     |
| Győri ETO F. C. · Hungría | 1.ª           | 1996-97       | 29    | 8     | —                | —                | —                       | —                       | 29    | 8     |
| Győri ETO F. C. · Hungría | 1.ª           | 1997-98       | 25    | 13    | —                | —                | —                       | —                       | 25    | 13    |
| Győri ETO F. C. · Hungría | Total club    | Total club    | 62    | 23    | —                | —                | 0                       | 0                       | 62    | 23    |
| F. C. Porto Portugal      | 1.ª           | 1998-99       | 5     | 0     | 2                | 0                | 1                       | 0                       | 8     | 0     |
| F. C. Porto Portugal      | 1.ª           | 1999-00       | 5     | 1     | 1                | 0                | 2                       | 0                       | 8     | 1     |
| F. C. Porto Portugal      | Total club    | Total club    | 10    | 1     | 3                | 0                | 3                       | 0                       | 16    | 1     |
| F. C. Porto "B" Portugal  | 2.ª           | 1999-00       | 4     | 1     | —                | —                | —                       | —                       | 4     | 1     |
| F. C. Porto "B" Portugal  | 2.ª           | 2001-02       | 3     | 1     | —                | —                | —                       | —                       | 3     | 1     |
| F. C. Porto "B" Portugal  | Total club    | Total club    | 7     | 2     | —                | —                | —                       | —                       | 7     | 2     |
| S. C. Salgueiros Portugal | 1.ª           | 1999-00       | 14    | 5     | 2                | 1                | —                       | —                       | 16    | 6     |
| S. C. Braga Portugal      | 1.ª           | 2000-01       | 26    | 14    | —                | —                | —                       | —                       | 26    | 14    |
| S. L. Benfica Portugal    | 1.ª           | 2002-03       | 17    | 4     | 1                | 0                | —                       | —                       | 18    | 4     |
| S. L. Benfica Portugal    | 1.ª           | 2003-04       | 13    | 3     | 2                | 0                | 4                       | 1                       | 19    | 4     |
| S. L. Benfica Portugal    | Total club    | Total club    | 30    | 7     | 3                | 0                | 4                       | 1                       | 37    | 8     |
| Total carrera             | Total carrera | Total carrera | 149   | 52    | 8                | 1                | 7                       | 1                       | 164   | 54    |

## Palmarés

### Campeonatos nacionales
| Título                | Club          | País     | Año  |
| --------------------- | ------------- | -------- | ---- |
| Supercopa de Portugal | F. C. Porto   | Portugal | 1998 |
| Primeira Divisão      | F. C. Porto   | Portugal | 1999 |
| Supercopa de Portugal | F. C. Porto   | Portugal | 1999 |
| Copa de Portugal      | F. C. Porto   | Portugal | 2000 |
| Copa de Portugal      | S. L. Benfica | Portugal | 2004 |

### Distinciones individuales
| Distinción                          | Año  |
| ----------------------------------- | ---- |
| Futbolista joven del año de Hungría | 1997 |
| Futbolista del año de Hungría       | 2000 |